# 东温泉镇
东温泉镇隶属于重庆市巴南区，位于该区东部，于2001年7月由原东泉镇、五布镇、天赐镇、清和乡合并而成。东与南川区白沙镇接壤，南与石龙镇、姜家镇为邻，西连二圣镇，北接木洞镇、丰盛镇。
镇行政管辖面积约123平方公里。镇政府驻地距重庆市区50余公里。镇下辖14个行政村、4个居委会、136个合作社，总人口3.8万人，其中农业人口3.5万人。
镇境内有东温泉风景区。

## 行政区划
桥头溪乡下辖以下地区：
东泉社区、五布社区、天赐社区、鱼池坝社区、黄金林村、新楼村、锡滩村、东泉村、双星村、梨树村、碾沱村、小桥村、玉滩村、河岸村、狮子村、朝阳村、红峰村和鱼池村。